# Reyes Magos
Los Reyes Magos de Oriente (o simplemente Reyes Magos) es el nombre por el que la tradición cristiana denomina a los «magos» —denominación que recibían los sacerdotes eruditos en el Antiguo Oriente— que, según el Evangelio de Mateo, tras el nacimiento de Jesús de Nazaret, acudieron desde Oriente para rendirle homenaje y entregarle regalos de gran riqueza simbólica: oro, incienso y mirra.
En los evangelios canónicos solo el Evangelio de Mateo habla de estos «magos», sin precisar sus nombres, ni que fuesen reyes, ni que fueran tres. Fue en el siglo III d. C. cuando se estableció que pudieran ser reyes, ya que hasta entonces, por sus regalos y las iconografías que los representaban, tan solo se consideraba que eran personas pudientes. Fue también en ese siglo cuando se estableció su número en tres, uno por regalo, ya que hasta entonces había dibujos con dos, tres o cuatro magos, e incluso la Iglesia ortodoxa siria y la Iglesia apostólica armenia aseguraban que eran doce, como los apóstoles y las doce tribus de Israel.
Los nombres actuales de los tres reyes magos, Melchor, Gaspar y Baltasar, aparecen por primera vez en el conocido mosaico de San Apolinar el Nuevo (Rávena) que data del siglo VI d. C., en el que se distingue a los tres magos ataviados al modo persa con sus nombres escritos encima y representando distintas edades. Aún tendrían que pasar varios siglos, hasta finales del siglo XV d. C., para que el rey Baltasar aparezca con la tez negra y los tres reyes, además de representar las edades, representen las tres razas conocidas hasta la Edad Media. Melchor encarnará a los europeos, Gaspar a los asiáticos y Baltasar a los africanos.
En España a partir del siglo XIX se inició la tradición de convertir la noche de Reyes (noche anterior a la Epifanía) en una fiesta infantil con regalos para los niños, a imitación de lo que se hacía en otros países el día de Navidad, en homenaje al santo oriental San Nicolás. Fue en 1866 cuando se celebró la primera cabalgata de Reyes Magos en Alcoy, tradición que se extendió al resto del país y posteriormente a otros países, especialmente a países de cultura hispana.
La palabra «mago», proviene del persa ma-gu-u-sha, que significa sacerdote. Llegó al griego como μάγος (magos, plural: μάγοι, magoi), refiriéndose a una casta de sacerdotes persas o babilonios, que estudiaban las estrellas en su deseo de buscar a Dios. Del griego pasó al latín como magus, plural magi, /mágui/, de donde llegó al español mago.

## Mención en la Biblia

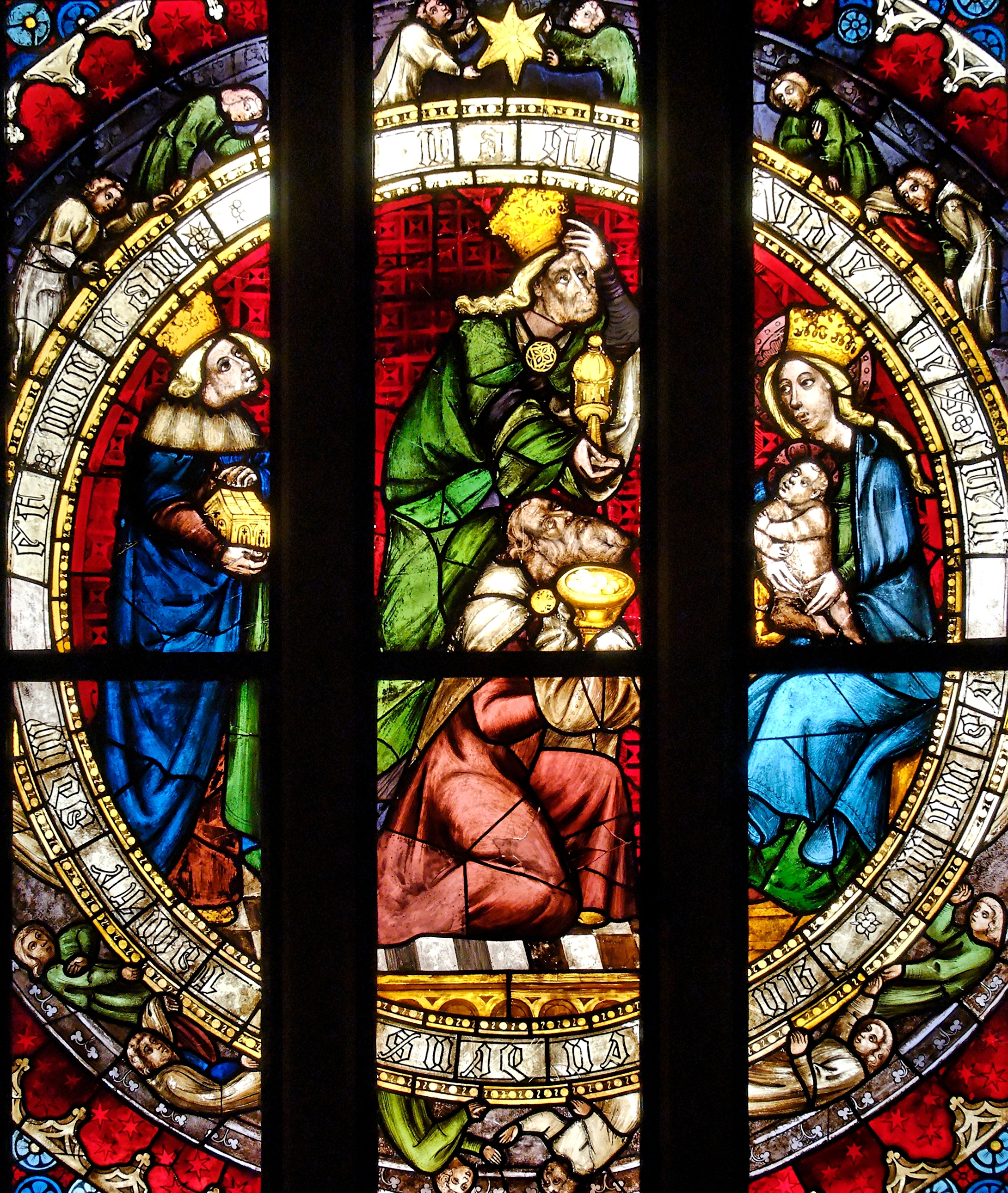
La adoración de los magos. Vitral o vidriera policromada, Alemania, hacia 1400. Actualmente en el Museo del Louvre.

La figura católica de los Reyes Magos tiene su origen en los relatos del nacimiento de Jesús, algunos de los cuales fueron integrados a los evangelios canónicos que hoy conforman el Nuevo Testamento de la Biblia. Concretamente el Evangelio de Mateo es la única fuente bíblica que menciona a unos magos (aunque no especifica los nombres, el número ni el título de reyes) quienes, tras seguir una estrella, buscan al «rey de los judíos que ha nacido» en Jerusalén, guiándoles dicha estrella hasta Jesús nacido en Belén, y a quien presentan ofrendas de oro, incienso y mirra.

Nacido, pues, Jesús en Belén de Judá en los días del rey Herodes, llegaron del Oriente a Jerusalén unos magos diciendo: «¿Dónde está el rey de los judíos que acaba de nacer?».
Evangelio de Mateo (2, 1-2), versión Reina-Valera, 1960

Y al entrar en la casa, vieron al niño con su madre María, y postrándose, lo adoraron; y abriendo sus tesoros, le ofrecieron regalos: oro, incienso y mirra.
Evangelio de Mateo (2, 11), versión Reina-Valera, 1960

Si bien parece contradictorio que practicantes de la magia (severamente amonestada tanto en el Antiguo como en el Nuevo Testamento) sean admitidos como adoradores de Jesús, hay que tener en cuenta que el término griego magós no era utilizado únicamente para referirse a los hechiceros. Se utiliza, en este caso, para referirse a ‘hombres sabios’ (así se los llama en diversas versiones de la Biblia en inglés) o, más específicamente, hombres de ciencia. De hecho, también poseían conocimiento de las Escrituras y, desde antiguo se ha sostenido que pertenecían al mazdeísmo.
Mateo no explicita que sean astrólogos que conocieran con precisión el movimiento de alguna estrella (2:7) a pesar de ser esta la creencia general. Aunque bien intencionados, su visita es causa de turbación general y despierta la desconfianza de Herodes (2:3), pues veía al nuevo Mesías como un rival. A pesar de ser anciano y de haber reinado ya por más de treinta años, Herodes les ruega que averigüen el sitio preciso del nacimiento del Mesías (2:8) con el fin de poder, así, acabar con su potencial competidor. Los sabios, que no sospechan eso, encuentran al Niño, lo adoran y obsequian oro, incienso y mirra (2:11). Un ángel previene a los magos de las intenciones que Herodes guardaba (2:12), así que no regresan donde él. Iracundo, el rey manda a matar a todos los niños menores de dos años. Para entonces, José ha sido avisado en sueños (2:13) de que debe huir a Egipto con los suyos.
A partir de ese relato, se han ido elaborando numerosas leyendas sobre los hechos y la personalidad de estas tres figuras.

Escudo de armas otorgado por el rey Carlos I de España en 1537 a la ciudad de Lima, fundada como Ciudad de los Reyes el 18 de enero de 1535, doce días después de la fiesta de la Epifanía. El blasón lleva tres coronas bajo la estrella de Belén y en la orla la frase en latín Hoc signum vere regum est (traducida al español como "Este es el verdadero signo de los Reyes")

### Otras interpretaciones
Según la interpretación de José Luis Sicre,[cita requerida] en el tiempo en que fue escrito el Evangelio de Mateo se estaba produciendo un incremento de conversiones paganas al cristianismo frente a las de los propios judíos. La incursión de estos fragmentos sobre los magos de Oriente en el Evangelio de Mateo subraya este hecho y lo utiliza como argumento de conversión: si los de fuera vienen y lo adoran (se convierten) "¿cómo no os dais cuenta los que lo tenéis entre vosotros?".
También existen otras[cita requerida] interpretaciones astrológicas y cabalísticas sobre la figura de los Reyes Magos.
Según la interpretación ofrecida por Eric Rodríguez, se tiene lo siguiente:
Ya el término griego μάγος (literalmente “magos”) había caído en un uso peyorativo o deteriorado desde al menos el siglo III a. C. (cf. versión Septuaginta) por la extracción de su origen y contexto cultural, y que es como se usa aún en la época del Nuevo Testamento (cf. Hechos de los apóstoles, 8:9, 13:6, 19:13).
No obstante, en el texto original koiné (griego bíblico) de Mateo 2:1 dice:

“… ἰδοὺ μάγοι ἀπὸ ἀνατολῶν παρεγένοντο εἰς Ἱεροσόλυμα”.
“… y he aquí (unos) magos desde Oriente se encontraban por Jerusalén”.
Mateo (2:1)

A diferencia de los magos que ya se encontraban dispersos en tierra de Israel y todo el mundo helénico, el énfasis que se emplea al decir “de Oriente”, marca un cambio de connotación: el autor busca traer a la mente un personaje asociado con el Oriente, diferente a los sabios convencionales de Israel (rabinos), que conociera además las profecías mesiánicas y que fuera autoridad bíblica para el lector judío (ya que se acepta a nivel general que el Evangelio de Mateo fue escrito para hebreos y aún en lengua hebrea según el testimonio de casi todos los padres de la Iglesia).
Hay que tener en cuenta, además, que Oriente puede designar la región de Babilonia, y por lo tanto, para algunos autores, los magos, podrían corresponder a los llamados en arameo מדנחאי (Medinja’ey, “doctores babilónicos de la tradición oral”), cuya escuela perduraría hasta entrado el siglo VIII d. C.. en Babilonia, y quienes conociendo la interpretación de lo dicho en Números 24:17 (cf. tárgum de Onqlós/Onkelos sobre este pasaje), habrían sido guiados por Dios hasta el Mesías. En este caso la estrella simbolizaría al mismo Mesías según el lenguaje midrásico contemporáneo.

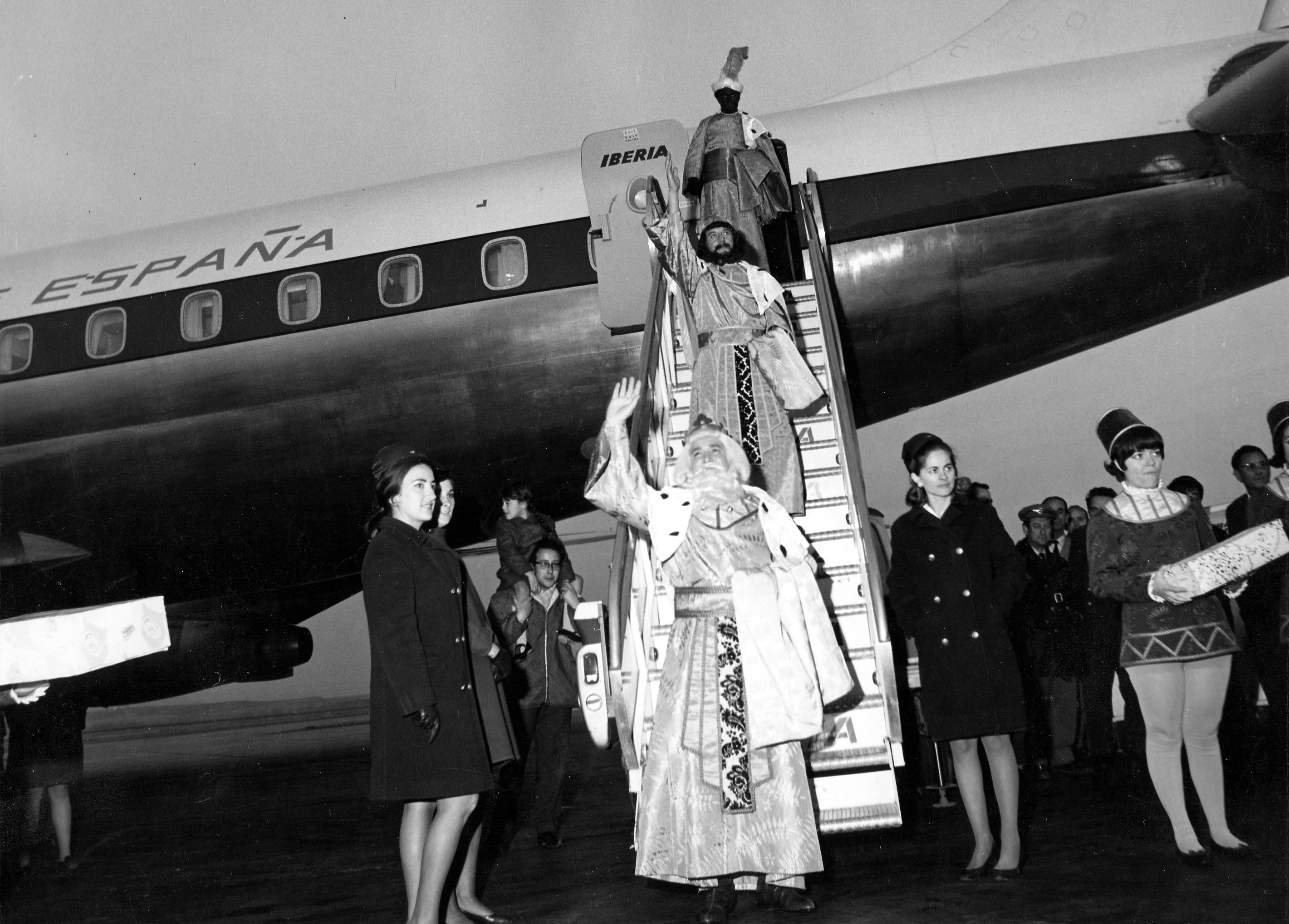
Año 1962. Las tradiciones se comercializan y los Magos de oriente descienden de su avión en el aeropuerto de Barajas (Madrid, España).

Las tradiciones antiguas que no fueron recogidas en la Biblia ―como por ejemplo el llamado Evangelio del Pseudo Tomás, o Evangelio de la infancia, del siglo II― son sin embargo más ricas en detalles. En ese mismo evangelio apócrifo se dice que tenían algún vínculo familiar, y también que llegaron con tres legiones de soldados: una de Persia, otra de Babilonia y otra de Asia (sic).
En el último libro escrito por el papa Benedicto XVI sobre Jesús de Nazaret, «La infancia de Jesús», se menciona de tal modo a los Reyes Magos que algunos han sostenido que probablemente no venían de Oriente, sino de Tartessos, una zona que los historiadores ubican entre Huelva, Cádiz y Sevilla (Andalucía, España). El texto, sin embargo, dice: «Así como la tradición de la Iglesia ha leído con toda naturalidad el relato de la Navidad sobre el trasfondo de Isaías 1:3, y de este modo llegaron al pesebre el buey y el asno, así también ha leído la historia de los Magos a la luz del Salmo 72:10 e Isaías 60. Y, de esta manera, los hombres sabios de Oriente se han convertido en reyes, y con ellos han entrado en el pesebre los camellos y los dromedarios». Eso relata Benedicto XVI y continúa: «La promesa contenida en estos textos extiende la proveniencia de estos hombres hasta el extremo Occidente (Tarsis, Tartessos en España), pero la tradición ha desarrollado ulteriormente este anuncio de la universalidad de los reinos de aquellos soberanos, interpretándolos como reyes de los tres continentes entonces conocidos: África, Asia y Europa». Al respecto, el secretario general de la Conferencia Episcopal, monseñor Juan Antonio Martínez Camino, recordó que en ningún momento el Santo Padre dice que «los Reyes Magos fueran andaluces, lo que explica el Papa es que los magos no eran otra cosa que buscadores de la verdad. Representaban a todos los hombres buscadores de Dios de todos los tiempos y de todos los lugares y eso incluía a todo el mundo hasta entonces conocido y cuyo límite occidental era Tartessos, en la península ibérica», explica. Al mencionar a Tartessos, Benedicto XVI se refiere a este límite geográfico que tenía el mundo en el siglo I a. C, «los Magos son de Oriente pero que en esa inquietud por buscar a Dios están representados los hombres buscadores de Dios de todos los lugares y de todos los tiempos».

## Historia y leyenda

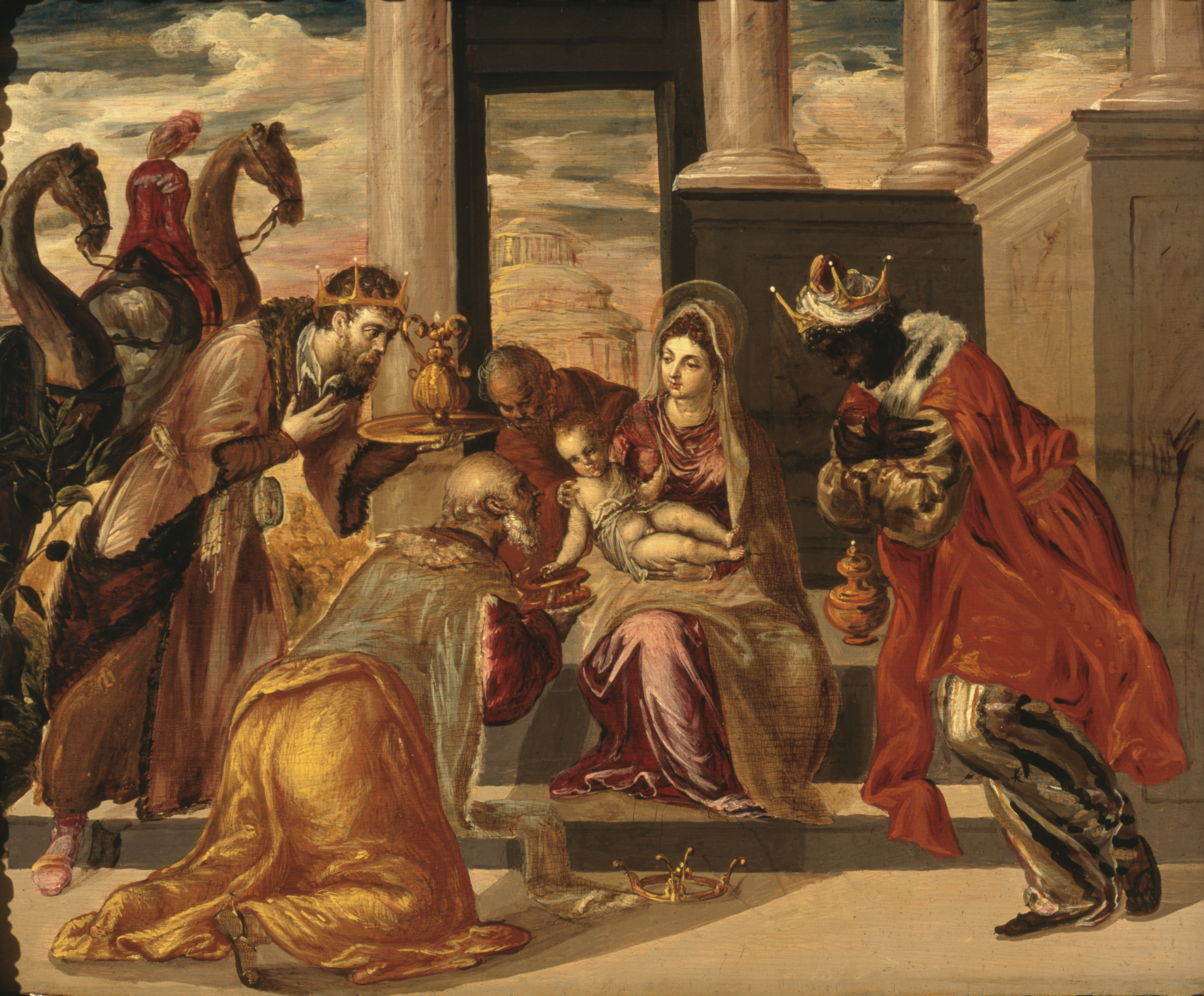
La Adoración de los Reyes Magos por El Greco, 1568.

La historia narrada en el Evangelio de Mateo cuenta que los magos vinieron de Oriente guiándose por una estrella, la cual los condujo hasta Belén (de ahí el nombre de estrella de Belén).
Antes de llegar, visitaron al rey Herodes el Grande en la ciudad de Jerusalén, a quien interrogaron por el nacimiento del «Rey de los judíos». El monarca, después de consultar a los escribas, les aseguró que el niño debía nacer en la pequeña ciudad de Belén, como establecía la profecìa de Miqueas. Agregó, astutamente que, de regreso, hablaran con él para darle noticia del sitio exacto donde se encontraba dicho niño y, así, poder ir él también a adorarle. En realidad, según el relato bíblico, su intención era darle muerte.
En Belén, los magos volvieron a ver la estrella, hallaron a Jesús recién nacido y lo adoraron, ofreciéndole oro (representando su naturaleza real, como presente conferido a los reyes), incienso (que representa su naturaleza divina, empleado en el culto) y mirra (un compuesto embalsamador para los muertos, representando el sufrimiento y muerte futura de Jesús). Parece ser que por el hecho de traer tres dones se dio por sentado que eran tres los personajes que los traían, aunque también en algún momento las distintas tradiciones han señalado que eran cuatro, siete y hasta doce magos. Como antecedente, Seleuco I Nicátor ofrendó oro, incienso y mirra a Apolo en su santuario de Dídima, en el 288 a. C.
Al regreso, advertidos los magos por un sueño de las intenciones del rey, no volvieron a Jerusalén. Herodes, entonces, ordenó dar muerte a todos los niños menores de dos años residentes en Belén, episodio conocido como la matanza de los inocentes. Un nuevo mensaje celestial advirtió a José de la amenaza y este, llevando a María y a Jesús, huyó a Egipto.
La primera vez que surge el nombre con que hoy se conoce a los Reyes Magos es en la iglesia de San Apolinar Nuovo, en Rávena (Italia). Un friso de dicha iglesia está decorado con mosaicos de mediados del siglo VI que representan la procesión de las Vírgenes. Esta procesión está conducida por tres personajes vestidos a la moda persa, tocados con un gorro frigio y su actitud es la de ir a ofrecer lo que llevan en las manos a la Virgen que está sentada en un trono y tiene al Niño en la rodilla izquierda. Encima de sus cabezas se pueden leer tres nombres, de derecha a izquierda: Gaspar, Melchior, Balthassar.

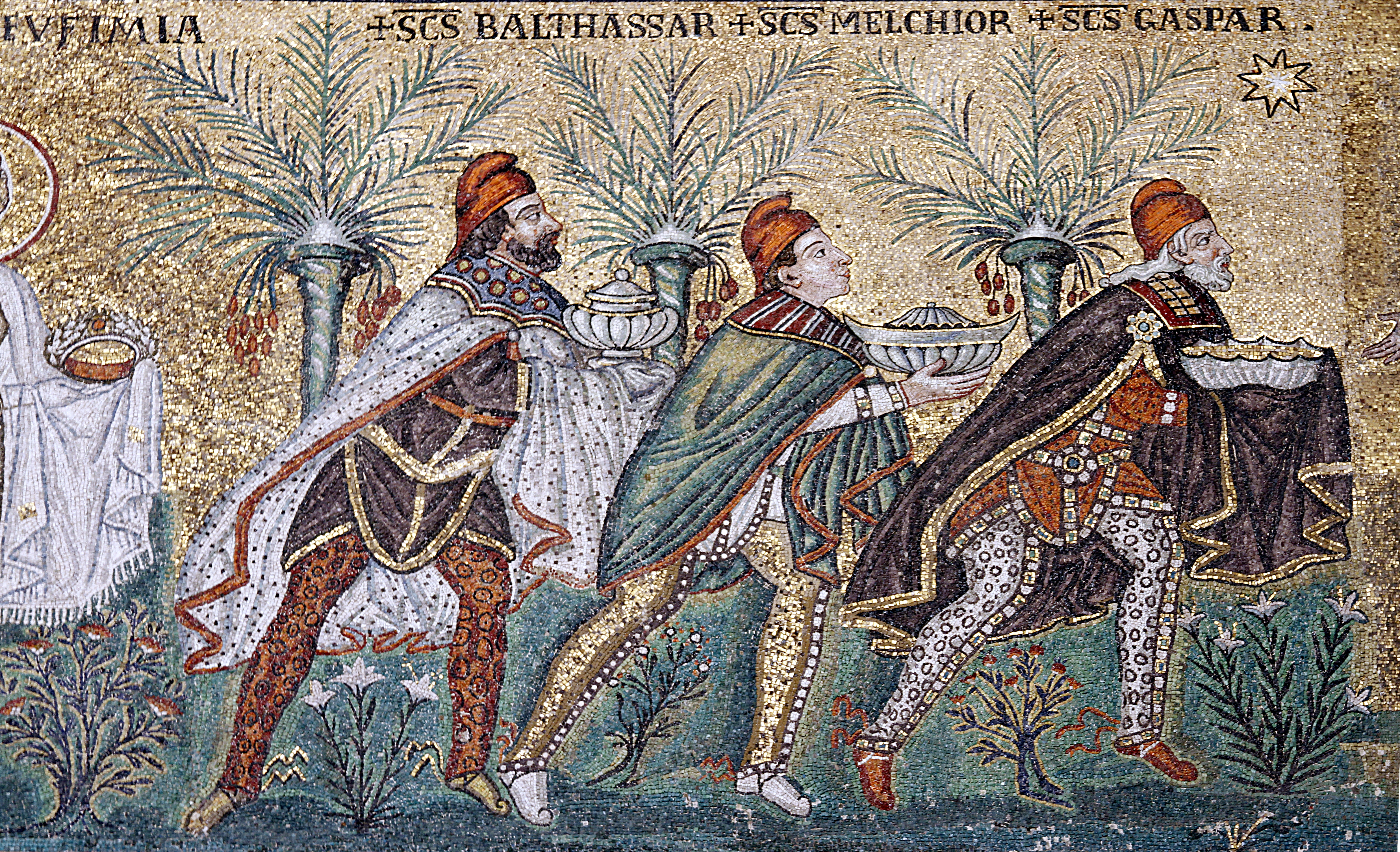
Mosaico de San Apolinar Nuovo (Rávena, Italia).

Poco a poco la tradición fue añadiendo otros detalles a modo de simbología: se les ha hecho representantes de las tres razas conocidas en la antigüedad, representantes de las tres edades del hombre y representantes de los tres continentes (Asia, África y Europa).
La llegada de los Reyes Magos es un tema tratado también en los evangelios apócrifos. Según la tradición esotérica aplicada al cristianismo, estos personajes procedían del lugar donde se encontraba el Preste Juan.
Otra leyenda medieval cuenta que, después de la resurrección de Jesús, el apóstol Tomás los halló en el reino de Saba, donde fueron por él bautizados y consagrados obispos. Después fueron martirizados en el año 70 y depositados en el mismo sarcófago. Allá fue Santa Elena a buscarlos, y halló tres cuerpos coronados, dando por sentado que se trataría de los Reyes Magos, por lo que los trasladó a Constantinopla. Posteriormente, Federico I Barbarroja, en el siglo XII, los trasladó a Colonia, Alemania, donde hoy reposan con las coronas que supuestamente llevaron durante su existencia (según la tradición, los relicarios con sus presentes se hallan en el monasterio de San Pablo del Monte Athos). Miles de peregrinos empezaron a llegar a Colonia, lo que propició que en 1248 se iniciara la construcción de la catedral de Colonia, que llevaría más de 600 años terminarla. Hoy día es uno de los monumentos góticos más impresionantes de Europa. Colonia se ha convertido junto con Roma y Santiago de Compostela en uno de los grandes centros de peregrinación. Igualmente, existen leyendas que hablan de un cuarto rey mago.

## Los nombres y número de los Reyes Magos

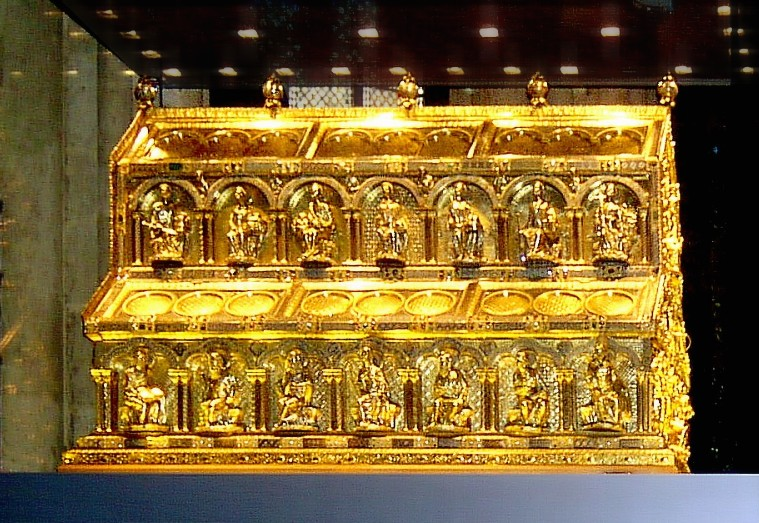
Arqueta gótica con las supuestas reliquias de los Reyes Magos, en la Catedral de Colonia (Alemania).

Según las diversas tradiciones de los reyes magos, el número de ellos varía; así se puede encontrar los siguientes reyes magos:
- Tres Reyes Magos: Si bien la Biblia explica que fueron tres los regalos otorgados por los magos al Niño Jesús, la primera referencia concreta respecto al número de Reyes Magos la da Orígenes, un conocido escritor eclesiástico, en el siglo III.[16] En el siglo V, el papa León I el Magno estableció oficialmente su número en 3 para toda la cristiandad.[17] A mediados del siglo VI, en la iglesia de San Apolinar Nuovo, en Rávena (Italia), se les asignaron los nombres de "Melchor", "Gaspar" y "Baltasar",[18] que supuestamente equivalen en griego a "Appellicon", "Amerín" y "Damascón" y en hebreo a "Magalath", "Serakin" y "Galgalath". Según una leyenda, sus restos se encuentran en la Catedral de Colonia, Alemania, donde se encuentra el llamado Relicario de los Tres Reyes Magos.[17]
- Doce reyes magos: Los armenios suponen que fueron 12, por lo que les asignan doce nombres diferentes. Estos nombres tampoco se mencionan en la Biblia.[19]

Con respecto a los nombres de los reyes (Melchor, Gaspar y Baltasar) las primeras referencias parecen remontarse al siglo V a través de dos textos, el primero titulado Excerpta latina barbari, en el que son llamados Melichior, Gathaspa y Bithisarea, y en otro evangelio apócrifo, el Evangelio armenio de la infancia, donde se les llama Baltasar, Melkon y Gaspar.
Los nombres son además diferentes según la tradición siríaca, donde se les llama Larvandad, Gushnasaf y Hormisdas.
Además, los Reyes Magos también son conocidos como los Santos Reyes.

## Festividad

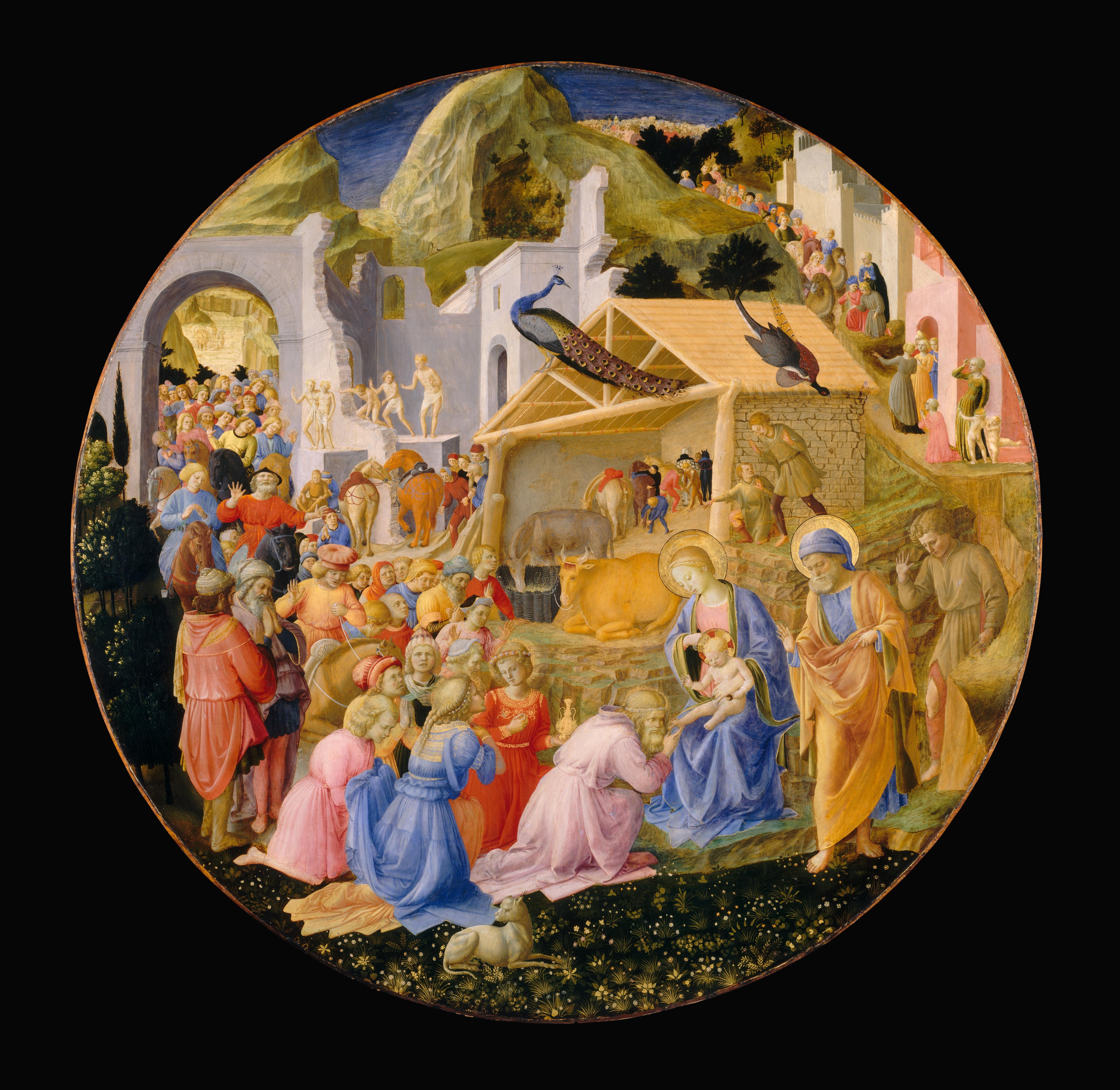
Adoración de los Magos, por Fra Angelico y Filippo Lippi.

Con el tiempo, en países de tradición católica, se adoptó la costumbre de celebrar al mismo tiempo el día de la Epifanía (el 6 de enero) y la festividad de los Reyes Magos, conjugándose así la manifestación de Jesús al mundo no judío con la fiesta de estos personajes que representaban justamente ese mundo de gentiles. Poco a poco, se fue olvidando el significado verdadero de la palabra epifanía y se convirtió en un sinónimo de adoración de los Magos.
El día 6 de enero es festivo en Cuba, España, México, Puerto Rico, República Dominicana, Paraguay, Uruguay, Colombia y Venezuela.
La última edición del Martyrologium Romanum (2004) menciona el 6 de enero la adoración de los "magos" (a magis est adoratus) en Belén. Pero además, coloca en el día 24 de julio la fiesta de la translatio trium magorum, es decir, el traslado de los supuestos restos de los magos a la Catedral de Colonia. En ninguna de las dos ocasiones atribuye nombres a los magos, ni tampoco menciona que sean reyes.

### Costumbres relacionadas con los Reyes Magos

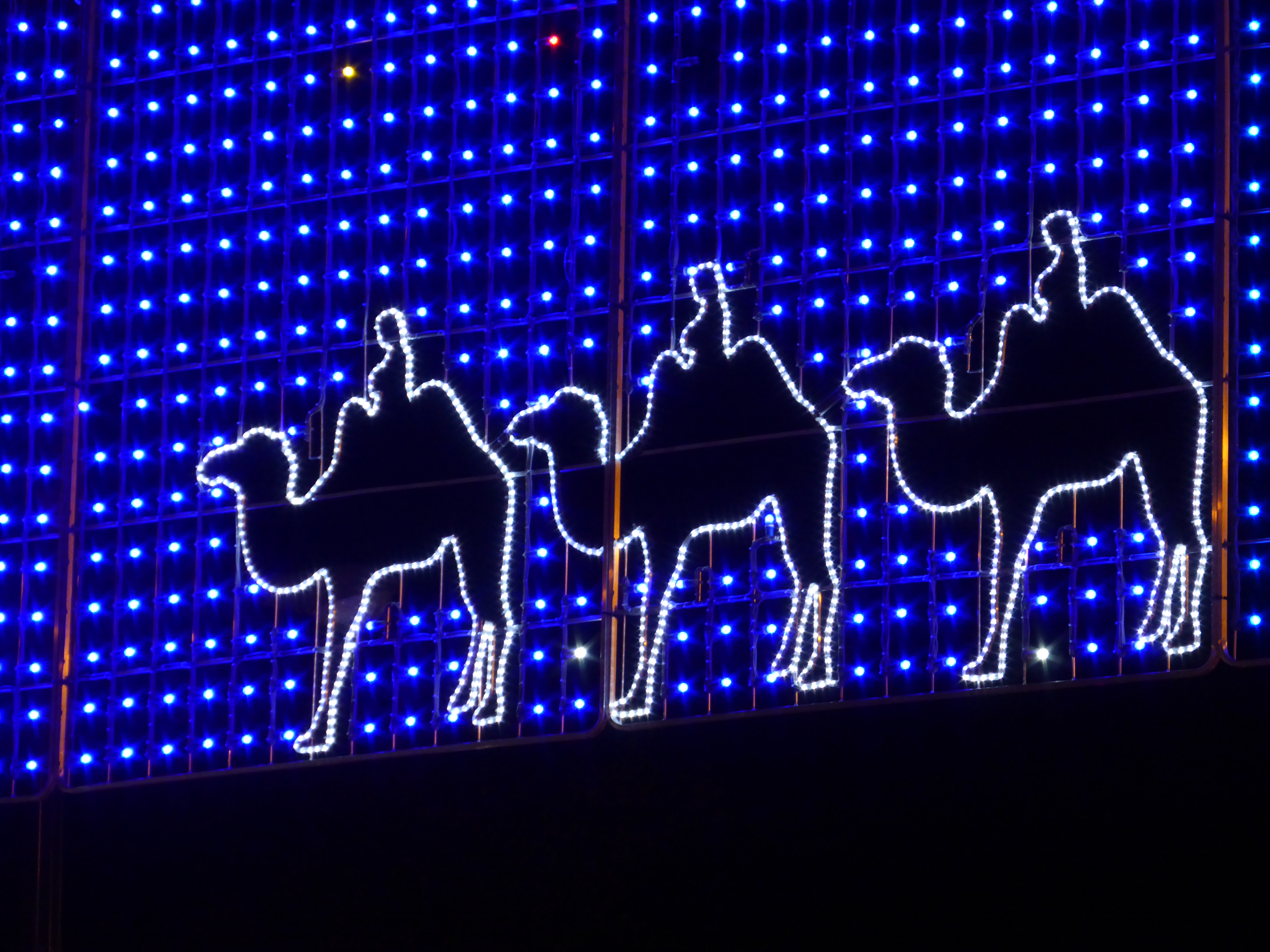
Decoración navideña en la Gran Vía de Madrid. Las tres figuras luminosas representan a los Reyes Magos.

En algunos lugares, las autoridades organizan la llamada Cabalgata de Reyes el día 5 de enero, durante la cual los personajes suelen ir montados a camello o caballo, o bien en carrozas, vestidos con mantos y coronas, en lugar de la vestimenta frigia, totalmente desconocida. En la mayoría de sitios donde sale la cabalgata, aparte de ir en ella los Reyes Magos, también hay carrozas de otros temas y distintos personajes, como pueden ser pajes reales, personajes infantiles y demás. El siguiente día, el 6 de enero, es festivo nacional. Ese día los niños disfrutan y se recrean con sus obsequios.

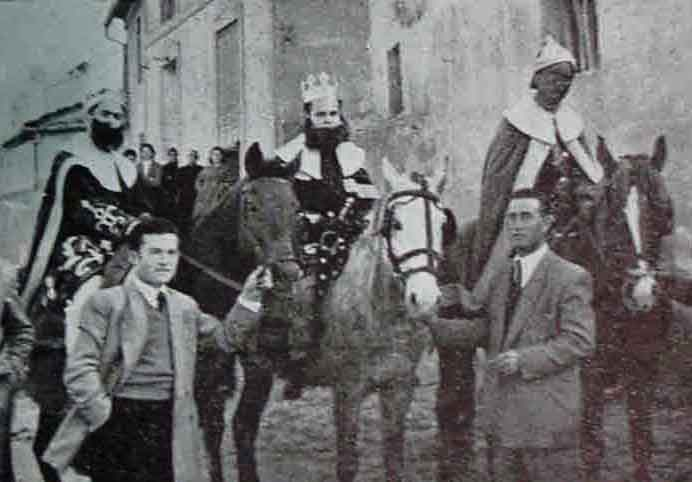
Cabalgata de Reyes en una puesta en escena de 1956, en Churra (Murcia).

En España, la tradición dice que los regalos de Navidad a los niños los traen los Reyes Magos la noche del 5 al 6 de enero. Días antes, los niños deben entregar una carta a los pajes reales; estos pajes hacen de mensajeros y se las entregan a los Reyes Magos. En esta carta, los niños enumeran los regalos que desean y aducen los méritos que han hecho a lo largo del año para ser merecedores de tales obsequios. También es tradición que la noche del 5 de enero los niños dejen sus zapatos en algún lugar de la casa, junto a la puerta o en una ventana; incluso se dejan dulces o frutas para agasajar a los Reyes Magos y agua o comida para los camellos. A la mañana siguiente, en caso de haberse portado bien durante el pasado año, se encontrarán allí los regalos anhelados; por el contrario, en caso de haberse portado regular, hallarán carbón dulce en su lugar (un dulce de feo aspecto pero golosina, al fin y al cabo) y, por último, en caso de haberse portado mal, pueden encontrar directamente carbón. El día 6 de enero es festivo en toda España. La escalada consumista ha conseguido que también reciban regalos los adultos, en ocasiones usando el juego del amigo invisible. Es típico desayunar el Roscón de Reyes que en muchos lugares puede comerse la víspera, para merendar o, como postre, en la cena; normalmente en familia. En España estos roscones suelen contener una figurilla, popularmente conocida como «la sorpresa», y también un haba. A quien le tocare el haba en su trozo de roscón tendrá que pagar el bollo completo. 
En varios países de Hispanoamérica existe la costumbre adoptada de los españoles de que los niños reciban regalos de los Reyes Magos, bien en la víspera, es decir, a la medianoche del 5 de enero, o en la mañana del 6 de enero (Argentina, México, República Dominicana, Puerto Rico, Paraguay y Uruguay). También se han heredado las costumbres de la carta a los Reyes y el carbón dulce en vez de regalos. La mayoría de los servicios postales aceptan estas cartas.

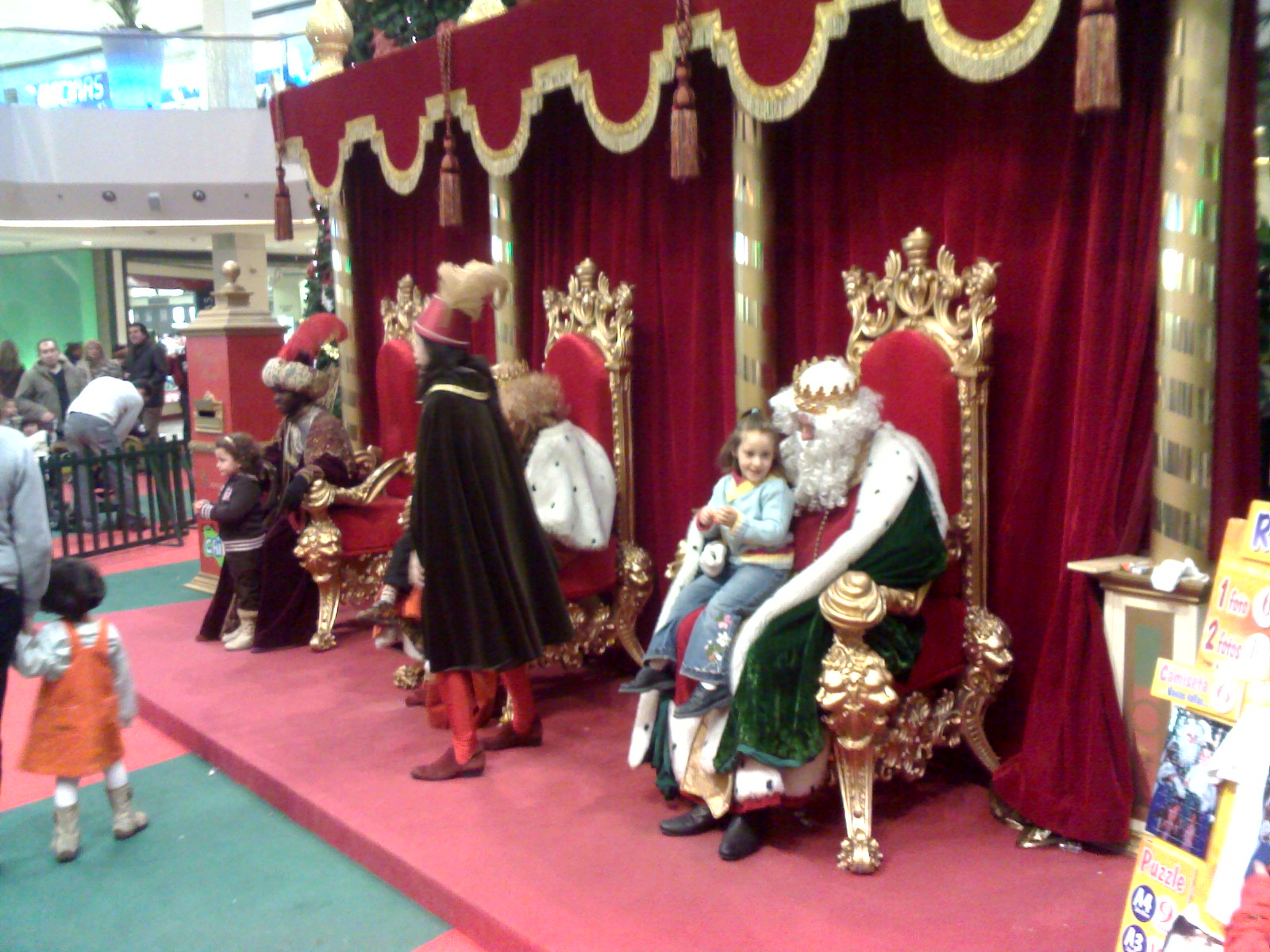
Los reyes magos recibiendo a niños en un centro comercial, en España.

Es frecuente que los pajes reales o incluso directamente los Reyes Magos aparezcan en tiendas de regalos y centros comerciales, donde los niños tienen la oportunidad de fotografiarse sentados sobre las rodillas y hacer entrega de la carta con sus peticiones directamente. La representación consta normalmente de un escenario con tronos y los símbolos característicos, como figuras o dibujos de camellos, la estrella, un buzón y adornos de aspecto oriental. En los tronos es donde se sientan los pajes o bien los reyes (en cuyo caso el paje se encarga de conducir a los niños desde donde esperan con sus padres hasta los reyes y de recoger las cartas), y habitualmente se trata de empleados caracterizados. En ocasiones se representan los tres reyes de la tradición, pero dependiendo de las circunstancias o el tamaño del escenario, puede incluirse únicamente uno.

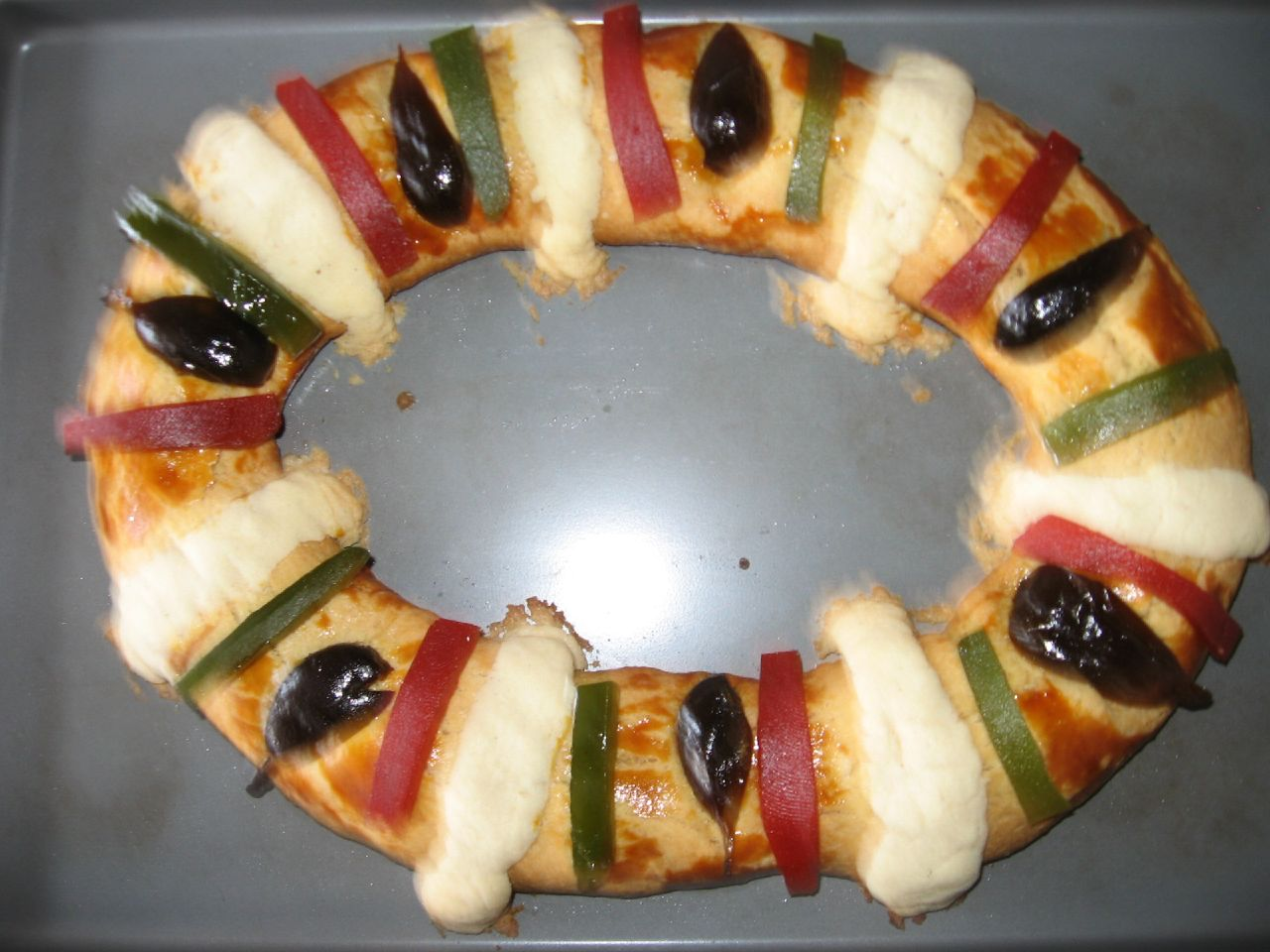
Rosca de reyes (México).

En México, el día 5 de enero por la noche se parte una Rosca de reyes que es tomada con chocolate, café o atole. Aquí se encuentra el segundo santuario más importante del mundo con respecto a los Tres Santos Reyes, ubicado en la ciudad de Tizimín; siendo visitado por millares de personas durante las fiestas religiosas en su honor, celebradas a finales de diciembre y principios de enero. Se trata además de la feria religiosa más antigua del sureste mexicano.
En Puerto Rico, la noche del 5 de enero los niños corren por el patio recogiendo grama. Ponen la grama en una caja de zapatos y colocan la caja junto a su cama. La grama es usada para alimentar a los camellos. Los reyes entonces dejan regalos en las cajas.
En Perú, ha caído en desuso el dar regalos a los niños en esta fecha. La celebración que se acostumbra es la llamada Bajada de Reyes, que consiste en que una familia o comunidad realiza una pequeña celebración mientras se va desmontando el Nacimiento. Cuando se trata de una comunidad, es costumbre dejar dinero mientras se retiran los adornos y figuras. Esta tradición incluso ha llegado a empresas privadas, las cuales realizan dicha celebración entre los miembros de la misma.

### Otras costumbres del día 6 de enero
Es interesante notar que, en tiempo de la colonización española, especialmente en Cuba, República Dominicana, Puerto Rico, México y Uruguay, este día era de asueto para los esclavos negros, que salían a las calles a bailar al ritmo de sus tamboras. Esta costumbre originó el nombre de Pascua de los Negros con que el día es aún conocido en algunos países como en Chile o Paraguay, donde la comunidad afroparaguaya celebra el día de su santo (San Baltasar).
Los países de habla inglesa dedican el día 6 de enero a desmontar los adornos de Navidad. Esta costumbre también se ha extendido a países de América Latina, convirtiéndose el 6 de enero en el último día de la temporada navideña. Antiguamente se celebraban festejos con ese motivo y se cocinaba un pastel en el que se escondía un haba o una pequeña moneda de plata. La persona que encontraba el haba o la moneda era nombrada rey judío o señor del desorden y se veía obligada a encargarse de los festejos de esa noche. Con el tiempo, la fiesta fue evolucionando y se incluyeron bailes de máscaras y representaciones teatrales. Esta tradición dio origen en España al típico roscón de reyes (también llamado rosca de reyes en Hispanoamérica), que se toma en ese día y que esconde una pequeña sorpresa en su interior. En México, dicha rosca tiene en su interior varios muñecos pequeños de plástico los cuales representan al niño Jesús; aquella persona que en el momento de partir la rosca encuentra alguno de ellos, es encargado de hacer o invitar tamales y atole el 2 de febrero, día de la Candelaria.
En el año 1601 los abogados de Londres encargaron a William Shakespeare una obra de teatro que se tituló Noche de reyes y fue representada ante la reina Isabel I.
En Colombia, en la ciudad de Baranoa, Atlántico, cada Fiesta de Reyes se realiza una escenificación de la Epifanía de los Reyes Magos y su travesía hasta llegar a Belén a adorar a Jesús. Esta puesta en escena es llamada la Loa de los Santos Reyes Magos y es una tradición centenaria que cuenta con más de 145 años de celebración ininterrumpidos, una obra de teatro que ha sido declarada Patrimonio Cultural del departamento del Atlántico y cursa un proyecto de ley en el Congreso de Colombia para declararla Patrimonio Cultural de la Nación.

## Arte

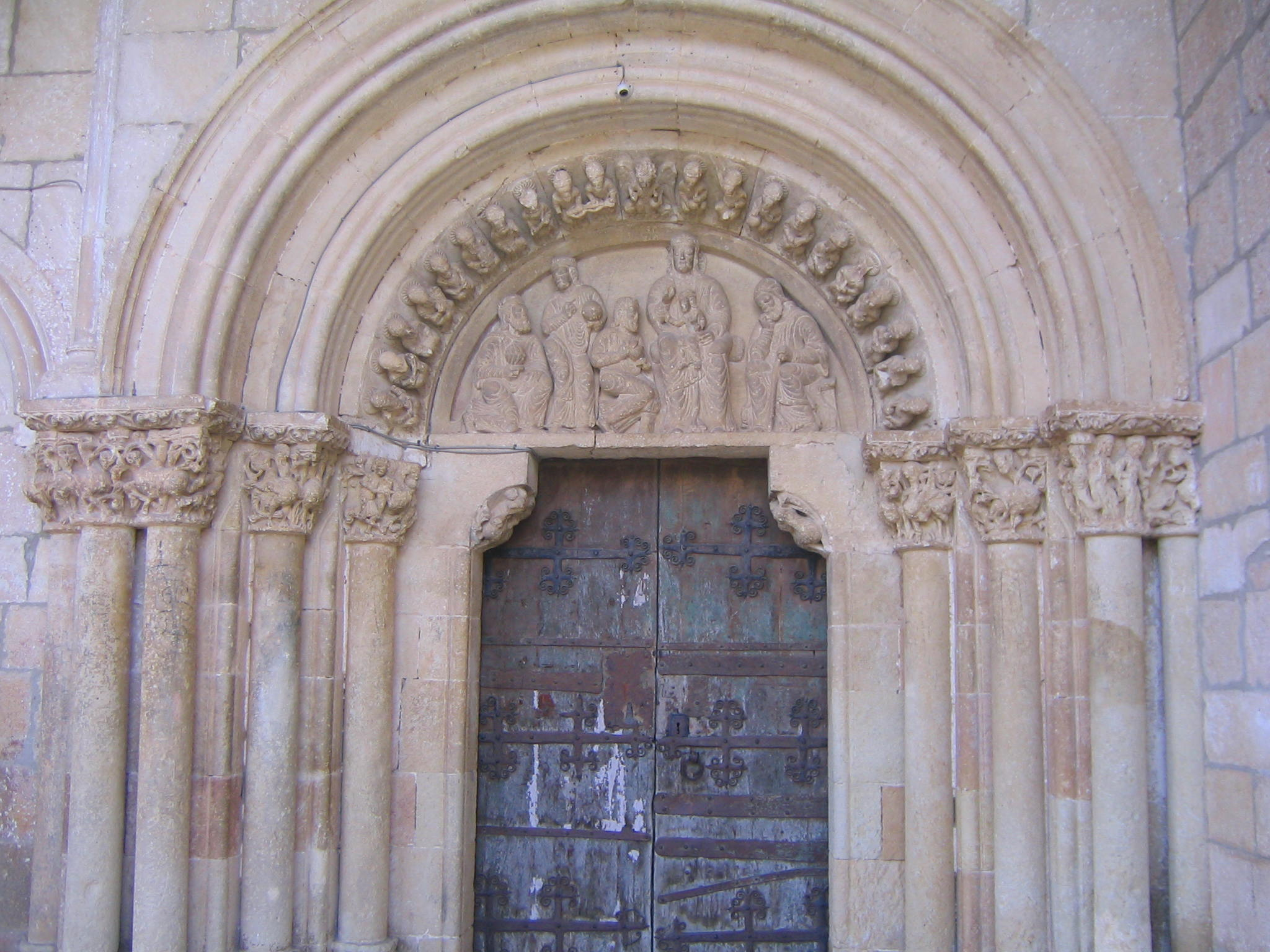
Tímpano románico en Ahedo de Butrón, Burgos, España, con la Adoración de los Reyes Magos.

Desde la antigüedad, el tema de los Reyes Magos ha sido motivo de representación por artistas, pintores y escultores y también en la literatura. Han sido retratados habitualmente en número de tres; otras veces, cuatro; y, excepcionalmente, en número de dos. Es un tema abundantemente tratado durante la historia.
Hasta finales del siglo XV no se comenzó a representar a uno de los magos de color negro, y solo a partir del siglo XVI fue cuando se generalizó esta forma de representarlos.
En las arquivoltas que enmarcan el tímpano de la portada románica de la Iglesia de Santo Domingo de Soria (España), del siglo XIII, se encuentra una de las representaciones más inusuales de los Reyes Magos en el arte. Se trata del llamado "sueño de los Reyes Magos". En la representación, labrada en piedra, se representa a tres hombres barbados, de iguales rasgos físicos y sin corona real, tumbados hacia arriba en representación de su sueño y, junto a ellos, el ángel que según el Evangelio de Mateo les advierte en sueños de la intención de Herodes de matar a Jesús y que desencadenó la llamada matanza de los inocentes (que se representa en la siguiente arquivolta).
Entre los pintores que representan la escena de la adoración de los magos pueden citarse  Adoración de los Magos (Andrea Mantegna), Sandro Botticelli, Giotto, Adoración de los Magos (Leonardo), Adoración de los Magos (El Bosco), Adoración de los Magos (Velázquez), La Adoración de los Magos (Rubens, Amberes) y Adoración de los Magos (Durero).
El Museo Nacional del Prado tiene 55 cuadros que representan escenas de la adoración de los Reyes Magos.
El cine tampoco es ajeno a la figura de los Reyes Magos. Desde Vida y pasión de Jesucristo (1897), de Ferdinand Zecca, hasta La Natividad (2006), numerosas películas han incluido a estos personajes en alguna escena. En 2003 se estrenó la película de animación española Los Reyes Magos, nominada al Premio Goya y dirigida por Antonio Navarro. Cuenta la historia de la visita de los Reyes Magos al niño Jesús y la ira de rey Herodes.

### Monumentos dedicados a los Reyes Magos

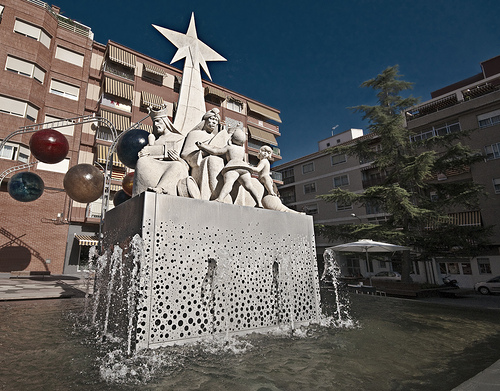
Monumento a los Reyes Magos en Ibi, Alicante (España).

En la plaza de los Reyes Magos de la localidad alicantina de Ibi (España) se encuentra un monumento dedicado a la figura de los tres Reyes Magos de Oriente, entroncados con la industria juguetera y de fuerte implantación en la localidad desde principios del siglo XX. Dicho monumento, de 5,8 toneladas, fue inaugurado el 5 de enero de 1974 y es una obra en piedra caliza del escultor granadino Aurelio López Azauste.
Otra localidad que también ha honrado a la figura de los tres Reyes Magos de Oriente es Juana Díaz, en la isla caribeña de Puerto Rico. Este pueblo es sede de las más destacadas devociones en honor a los tres Reyes Magos, y como homenaje al arraigo de esta tradición entre los puertorriqueños hay dos monumentos dedicados a los Reyes Magos:
- El más antiguo ubicado en la plaza de recreo frente al Ayuntamiento y la parroquia católica de San Ramón Nonato. Esta escultura fue erigida por el Consejo Juanadino Pro Festejos de Reyes el 6 de enero de 1986 y fue obra del barranquiteño Naldo de la Loma.[34]
- El más reciente se encuentra ubicado cerca de la intersección de la carretera PR-149 y la autopista Luis A. Ferré (entrada sur a la localidad de Juana Díaz). Fue erigido por el Ayuntamiento de Juana Díaz el 24 de diciembre de 2000.[35]

En Logroño (España) el 5 de enero de 2009 fue inaugurada por personajes que interpretaban a los Reyes Magos una escultura que los representa en la rotonda situada junto al Estadio Las Gaunas, en el cual estos mismos aterrizan en helicóptero cada 5 de enero.

## Nombres de persona relacionados con los Reyes Magos
En España, el número de personas que tienen algunos nombres relacionados con los Reyes Magos se puede obtener de las estadísticas que proporciona el Instituto Nacional de Estadística en su página Apellidos y nombres más frecuentes. En la siguiente tabla se recoge el resultado de la onomástica en el año 2020:
| Nombre   | Total | Hombres | Mujeres | % hombres | % mujeres |
| -------- | ----- | ------- | ------- | --------- | --------- |
| Melchor  | 3485  | 3485    | 0       | 100%      | 0%        |
| Gaspar   | 6531  | 6531    | 0       | 100%      | 0%        |
| Baltasar | 4412  | 4412    | 0       | 100%      | 0%        |
| Reyes    | 6671  | 1308    | 5363    |           |           |
| Total    | 21099 | 15726   | 5363    | 95%       | 5%        |